# Ivan Levačić
Ivan Levačić (Virje, 25 de agosto de 1931 – Duga Resa, 7 de julho de 2023) foi um ciclista iugoslavo.
Representando a Iugoslávia, Levačić competiu em duas provas do ciclismo de estrada nos Jogos Olímpicos de 1960, disputadas na cidade de Roma, Itália.

## Morte
Morreu no dia 7 de julho de 2023, aos 91 anos.